# Bekka Wallis
Bekka Wallis è un membro dell'estesa famiglia Grey, che vive nell'Universo Marvel.
Il personaggio, creato da Chris Claremont e Chris Bachalo, è apparso per la prima volta in Uncanny X-Men 466 (gennaio 2006).
Bekka è imparentata con Jean Grey, ed è un'insegnante in una scuola di Chicago. Anche lei era presente alla tragica riunione della famiglia Grey, dove il Commando della Morte Shi'Ar massacrò moltissimi dei presenti.